# Fernando Verdú Sánchez
Fernando Verdú Sánchez (Murcia, 14 de noviembre de 1845 - 1919) fue un compositor español del Romanticismo.
Huérfano de padre a la edad de diez años, su madre le inclinó a la carrera eclesiástica y aunque empezó estos estudios en el Seminario de San Fulgencio, no tardó en abandonarlos convencido de que no era su verdadera vocación. Llevado de su afición a la música, estudió armonía con Gasque y García López, y violín con Mirete. Pronto se dio conocer como compositor, escribiendo varias obras sinfónicas y religiosas y algunas líricas que se representaron con éxito en los teatros de Murcia, especialmente una zarzuela de costumbres de la huerta.
El 1883 fue uno de los fundadores de la Sociedad Santa Cecilia, de la que fue elegido presidente, y en la que trabajó activamente en la organización de conciertos, por los que escribió algunas obras orquestales que le dieron renombre entre los sus coetáneos murcianos. Después alcanzó, por oposición, el cargo de director de orquesta del Teatro Romea, cargo que conservó durante muchos años.
Compuso oberturas y sinfonías, dos de ellas premiadas en Barcelona y Murcia; marchas, una de ellas premiada el 1886 por el Liceo de Granada; piezas de concierto para orquesta y banda; misas gran orquesta; un miserere a cuatro voces, coro y gran orquesta, estrenado el 1883, obra que consiguió gran éxito y se ejecutó durante muchos años en la Catedral de Murcia y otros de España.
El 1885 compuso un gran Te Deum, que le mereció una placa de plata que le ofreció el Ayuntamiento de su ciudad natal. El 1887 fue nombrado, por el Capítulo catedralicio, maestro de capilla honorario. Logró premios en certámenes de Barcelona, Lérida, Granada, Ferrol, Murcia, etc. En 1878 ganó la flor natural en los Juegos Florales por una obra sinfónica que fue interpretada muchas veces y aplaudida, y en el certamen de 1878 se le concedió el título de socio académico benemérito de la Biográfica mariana de Lleida.
Además escribió: salmos de vísperas, oraciones, gozos, villancicos, salvas, trisagios, responsorios, entre otros.